# Spinifex sericeus
Spinifex sericeus är en gräsart som beskrevs av Robert Brown. Spinifex sericeus ingår i släktet Spinifex och familjen gräs. Inga underarter finns listade i Catalogue of Life.